# ГЕС Кавагучі
ГЕС Кавагучі (川口発電所) – гідроелектростанція в Японії на острові Хонсю. Знаходячись між ГЕС Куновакі (32 МВт, вище по течії) та малою ГЕС Акамацу (6,3 МВт), входить до складу каскаду на річці Оі, яка на східному узбережжі острова впадає до затоки Суруга (Тихий океан).
Забір ресурсу для роботи станції Кавагучі починається на Оі від водозабірної споруди Шіого, котра має висоту 3 метра та довжину 146 метрів. Звідси по лівобережжю прокладена дериваційна траса довжиною 12,5 км, основну частину якої становить тунель з шириною та висотою від 4,5 до 6 метрів. На своєму шляху вона також сполучається із водосховищем, створеним на лівій притоці Оі річці Сасамагава за допомогою бетонної гравітаційної греблі висотою 64 метра та довжиною 141 метр. Вона потребувала 71 тис м3 матеріалу та утримує резервуар з площею поверхні 0,46 км2 та об’ємом 6,3 млн м3 (корисний об’єм 1,7 млн м3).
Тунель завершується у верхньому балансувальному резервуарі розмірами 100х20 метрів при глибині до 7 метрів. Звідси бере початок напірний водовід довжиною 0,18 км з діаметром 5,6 метра. 
Основне обладнання станції становлять дві турбіни типу Френсіс загальною потужністю 60,6 МВт (номінальна потужність станції рахується як 58 МВт), котрі використовують напір у 75 метрів.
Відпрацьована вода відводиться назад до річки або спрямовується у лівобережний іригаційний канал, з якого і живиться згадана вище мала ГЕС Акамацу.